# Honda CBF 250
La Honda CBF 250, chiamata anche Honda CBX 250 Twister, è una motocicletta prodotta dalla casa motociclistica giapponese Honda dal 2002 al 2012.

## Descrizione e tecnica
Annunciata nel 2001 dapprima nel Sudamerica e nel 2004 in Europa, la moto del tipo naked priva di carenatura, è spinta da un motore a quattro tempi a monocilindrico dalla cilindrata totale di 249,7 cm³, raffreddato ad aria con distribuzione con doppio albero a camme in testa (DOHC) a quattro valvole.
Honda ha prodotto questa motocicletta nel suo stabilimento di Manaus in Brasile. L'equipaggiamento di serie comprende cerchi in lega, tachimetro e contagiri, indicatore livello carburante e avviamento elettrico. 
Gli pneumatici misurano 100/80-17M/C (52S) all'anteriore e 130/70-17M/C al posteriore è dotata di un sistema frenante composto da un freni a disco singolo all'avantreno e a tamburo al retrotreno.
Nell'ottobre 2005 Honda ha richiamato 8585 esemplari della serie CBR125R, CBF250 e XR125L, perché a causa di un difetto di progettazione, dell'acqua potrebbe potenzialmente entrare nelle bobine di accensione, causando la corrosione dei componenti interni con conseguente difficoltà nell'avviamento.
Nel 2006 allo scarico è stato aggiunto un catalizzatore più grande, per essere conforme agli standard sulle emissioni Euro 3.